# Trois grandes études
Trois grandes études, Op. 76, es una colección de tres estudios para piano compuestos por Charles-Valentin Alkan en 1838 y publicados en 1839. A pesar de que esta obra cuenta con el número opus más alto en el catálogo del compositor, estas piezas fueron compuestas cuando sólo tenía 25 años. Contándose entre algunos de sus escritos más difíciles, los dos primeros estudios son sólo para mano izquierda y mano derecha, respectivamente. El tercero requiere que ambas manos toquen al unísono con dos octavas de distancia.

## Fantaisieen La bemol mayor
El primer estudio, Fantaisie en la bemol mayor, es para la mano izquierda sola. Presenta trémolos, numerosas secuencias densas de acordes y grandes saltos.
La primera interpretación conocida de este estudio fue realizada por Ferruccio Busoni en Berlín en 1908. Una interpretación típica dura 9 minutos.

## Introduction, Variations et Finale
El segundo estudio, Introduction, Variations et Finale, es solamente para la mano derecha. El más largo y el más difícil de los tres, presenta una rápida cadenza, de la cual florecen muchos de los mismos retos técnicos encontrados en el primer étude.
La primera interpretación pública no se conoce. Una interpretación típica de la pieza dura de 15 a 25 minutos.

## Mouvement semblable et perpetuel
El tercero y final estudio, Mouvement semblable et perpetuel, para las dos manos, es bastante distinto de los dos estudios previos. Consiste en un flujo continuo de semicorcheas duplicadas separadas por dos octavas.
Una interpretación típica dura 5 minutos.

## Grabaciones
Los Trois grandes études han sido grabados por Stephanie McCallum (1985), Ronald Smith (1987), Laurent Martin (1993), Marc-André Hamelin (1994), Albert Frantz (2012), y Alessandro Deljavan (2013). El tercer estudio ha sido grabado también por Bogdan Czapiewski en 1983 y por Vincenzo Maltempo en 2012.